# Kalynivka
Kalynivka (ukrainsk: Калинівка, tr. Kalynivka; polsk: Kalinówka; russisk: Калиновка, tr. Kalinovka) er en by i det vestlige Ukraine. Byen ligger ca. 24 km nord for byen Vinnitsja ved floden Zjerd. Den har 18.492 (2022) indbyggere og ligger i Khilmnyk rajon i Vinnytska oblast.